# Gruppo Tindemans
Il Gruppo Tindemans era un gruppo di esperti che nel periodo 1994-1995 ha scritto un rapporto sul futuro dell'Unione europea dopo l'allargamento con i nuovi Stati membri dell'Europa centrale e orientale. Il gruppo era composto da 48 politici e funzionari degli allora 15 stati membri dell'Unione Europea. Sia gli euroscettici che gli eurofederalisti erano rappresentati nel gruppo. Il presidente era Leo Tindemans, il segretario era Sammy van Tuyll di Serooskerken, altri membri erano tra gli altri:
- Ernst Hirsch Ballin, dal 22 settembre 2006 al 14 ottobre 2010 Ministro della giustizia olandese.
- Jan Kees Wiebenga, attuale membro del Consiglio di Stato (Paesi Bassi).
- Dirk-Jan van der Berg.

Il gruppo ha scritto una relazione con cinque scenari molto diversi per le istituzioni europee. Dall'"Europa delle nazioni" agli "Stati Uniti d'Europa" e tutte le varianti intermedie. Gli scenari sono stati commentati in modo neutrale sia dai sostenitori che dagli avversari dello scenario in questione. Nessuna scelta è stata presa per nessuno di questi scenari, ma il gruppo ha enfaticamente raccomandato che si svolgesse un dibattito pubblico sui vari scenari futuri. "L'Europa: la vostra scelta" è stata presentata nel dicembre 1995 al Presidente della Commissione europea, al Presidente del Parlamento europeo e al Presidente del Consiglio europeo. È stato pubblicato in forma di libro in inglese, spagnolo, francese e tedesco.

## Riferimenti
- Tindemans group (1995). Europe: Your Choice. Harvill Press.

| Controllo di autorità | VIAF (EN) 132733582 · ISNI (EN) 0000 0000 9080 5734 · LCCN (EN) no96051311 |